# Borore
Borore (Bòrore in sardo) è un comune italiano di 1 904 abitanti della provincia di Nuoro che sorge a 399 metri sul livello del mare ai piedi della catena del Marghine, nell'altipiano basaltico di Abbasanta. È anche conosciuto come il paese delle tombe di giganti (il suo territorio ne ospita infatti otto, tra cui la tomba di Imbertighe, riprodotta in numerosi libri e riviste di archeologia), o anche come il "paese dal vino più antico del Mediterraneo occidentale" (in seguito alla scoperta di numerosi vinaccioli datati al 1200 a.C.). Il territorio ospita, infatti, alcuni dei beni archeologici più importanti e conosciuti a livello regionale, oltre all'unico Museo del pane rituale della Sardegna. Borore fa parte dell'Unione dei comuni del Marghine, del GAL Marghine e dell'Associazione Borghi Autentici d'Italia.

## Geografia fisica

### Territorio
Borore è un paese della provincia di Nuoro situato, a circa 400 metri di altitudine, al centro della Sardegna ai piedi della catena del Marghine, è facilmente raggiungibile dai principali centri isolani tramite la SS 131, le FF.SS. e la SP 33 Borore-Ottana-Nuoro. Confina con i territori di Macomer, Scano Montiferro, Santu Lussurgiu, Norbello, Aidomaggiore, Dualchi e Birori e possiede un territorio di grande interesse ambientale e naturalistico. Per la sua collocazione baricentrica, Borore può rappresentare un comodo punto di riferimento per visitare l'area centrale della Sardegna e la parte di costa che va da Bosa a Oristano.

## Origini del nome
Il vocabolo Borore, secondo la tesi più diffusa, sarebbe di derivazione fenicio-punica (bor-hon), dall'unione tra bor (fonte, sorgente) e hon (ricchezza, abbondanza). In questo senso, il significato di "bòrone" sarebbe "terra ricca d'acqua/sorgenti".

## Storia
Il territorio fu intensamente abitato fin dall'antichità sia per la fertilità del terreno e la buona presenza d'acqua sia perché luogo di passaggio obbligato fra settentrione e meridione dell'Isola. Di questo ne è testimonianza la presenza di numerosi e importanti monumenti archeologici (domus de janas, dolmen, menhir, nuraghi e tombe dei giganti) che contribuiscono a rendere la visita turistica, a Borore, di rilevante interesse.
Secondo una leggenda orale le prime abitazioni che diedero vita a Borore furono edificate nei pressi del sito de Sa Crèsia Etza da Bore Istene, un pastore originario di Birori, dove edificò la sua pinnetta, in corrispondenza dell'omonima via a lui dedicata.
Appartenne al giudicato di Torres con il nome di Gorore, e fece parte della curatoria del Marghine. Alla caduta del giudicato (1259) passò al giudicato di Arborea, e successivamente al dominio aragonese. Sotto gli aragonesi formò un feudo annesso al marchesato del Marghine, di cui furono signori prima i Pimentel e poi i Tellez-Giron, ai quali fu riscattato nel 1839 con l'abolizione del sistema feudale.
Borore è uno dei due comuni della Sardegna (assieme a Siamaggiore), ad avere riportato un caduto nella guerra di Crimea, si tratta del soldato Martino Pes Virdis.
Subito dopo il primo conflitto mondiale, nel 1919, il Ministero della guerra costruì a Borore uno dei primi campi di aviazione in Sardegna (assieme a quelli di Cagliari-Monserrato e Sassari), dove avviare in via sperimentale il servizio aeropostale giornaliero. Alla vigilia della seconda guerra mondiale, il campo di Borore venne destinato ad accogliere l'attività aerea della RUNA (Reale unione nazionale aeronautica, già Aero Club d'Italia). A causa del conflitto, le attività diminuirono rapidamente. Nel 1943 il campo fu costantemente presidiato dai militari italiani, ma non ospitò reparti operativi, ospitando temporaneamente velivoli italiani e tedeschi. Con l'occupazione americana il campo di aviazione divenne un utile campo di emergenza per i velivoli alleati. Con la fine della guerra l'allora sindaco Rodolfo Sarti chiederà di rientrare in possesso dell'area, ma solo nel 1996 con l'amministrazione di Salvatore Ghisu il terreno passerà definitivamente al Comune.
Nel recente passato l'economia locale era basata sulla cerealicoltura e Borore fu, grazie alla grande laboriosità dei suoi cittadini, per molto tempo il granaio del territorio. Di notevole importanza era, e lo è tutt'oggi, l'allevamento ovino ma anche bovino ed equino e la produzione del formaggio, che veniva commercializzato in diversi centri dell'Isola.

### Simboli
Lo stemma e il gonfalone del Comune di Borore sono stati concessi con decreto del presidente della Repubblica del 9 gennaio 2006.
(D.P.R. 09.01.2006)
Il gonfalone è un drappo troncato di rosso e di bianco.
Il simbolo ufficiale del Comune di Borore è l'immagine della tomba dei giganti di Imbertighe, che rappresenta il bene archeologico più significativo del territorio; il grappolo d'uva di color porpora rappresenta il legame storico con l'agricoltura.
Altro simbolo locale, adottato in varie circostanze e simboleggiato anche all'interno della sala consiliare del comune, è quello raffigurato nell'opera xilografica dell'artista bororese Edimo Mura intitolato Omaggio a Borore che raffigura una composizione stilizzata di alcuni monumenti e chiese di Borore: la tomba di giganti di Imbertighe, la chiesa della Beata Vergine Assunta, uno scorcio della chiesa di San Sergio (Cresia Etza) e l'antica fontana della piazza del paese.

### I vinaccioli di Duos Nuraghes e di Toscono
I siti archeologici di Borore sono stati oggetto, in vari momenti, di operazioni di scavo e di studio da parte di archeologi italiani e americani. Da ultimo, in occasione degli scavi condotti nel 2002, sono stati rinvenuti centinaia di vinaccioli di vite (i semi contenuti in un acino d'uva), antichissimi, carbonizzati dal tempo, databili intorno al 1200 avanti Cristo, 3.200 anni fa. Questa scoperta - che ha portato alla ribalta nazionale il sito di Duos Nuraghes - oltre a dimostrare che le popolazioni nuragiche coltivavano la vite e producevano vino, ha permesso di capire che il "cannonau sardo, che fino a oggi si pensava fosse stato importato dalla Spagna, è di una varietà diversa da quella iberica e potrebbe essere nato in Sardegna". 
La teoria storica ufficiale fino alle recenti scoperte sui vinaccioli sardi raccontava che la domesticazione della vite, nata nell'area del Caucaso e della Mesopotamia, venne trasferita progressivamente in Anatolia e in Egitto, da qui nelle isole egee, in Grecia e nel resto dell'Europa, infine grazie ai Fenici arrivò nel Mediterraneo Occidentale e in Sardegna. Oggi, con le recenti scoperte archeologiche, si può affermare con certezza che con l'arrivo dei Fenici, in Sardegna la coltivazione e domesticazione della Vitis vinifera era già conosciuta.

## Monumenti e luoghi d'interesse

### Architetture religiose

#### Chiesa della Beata Vergine Assunta

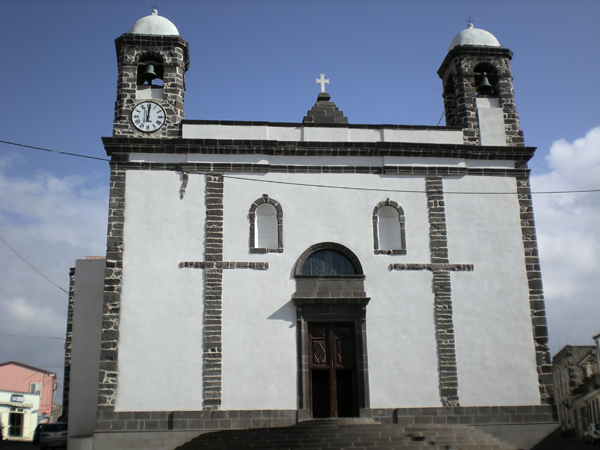
Chiesa della Beata Vergine Assunta

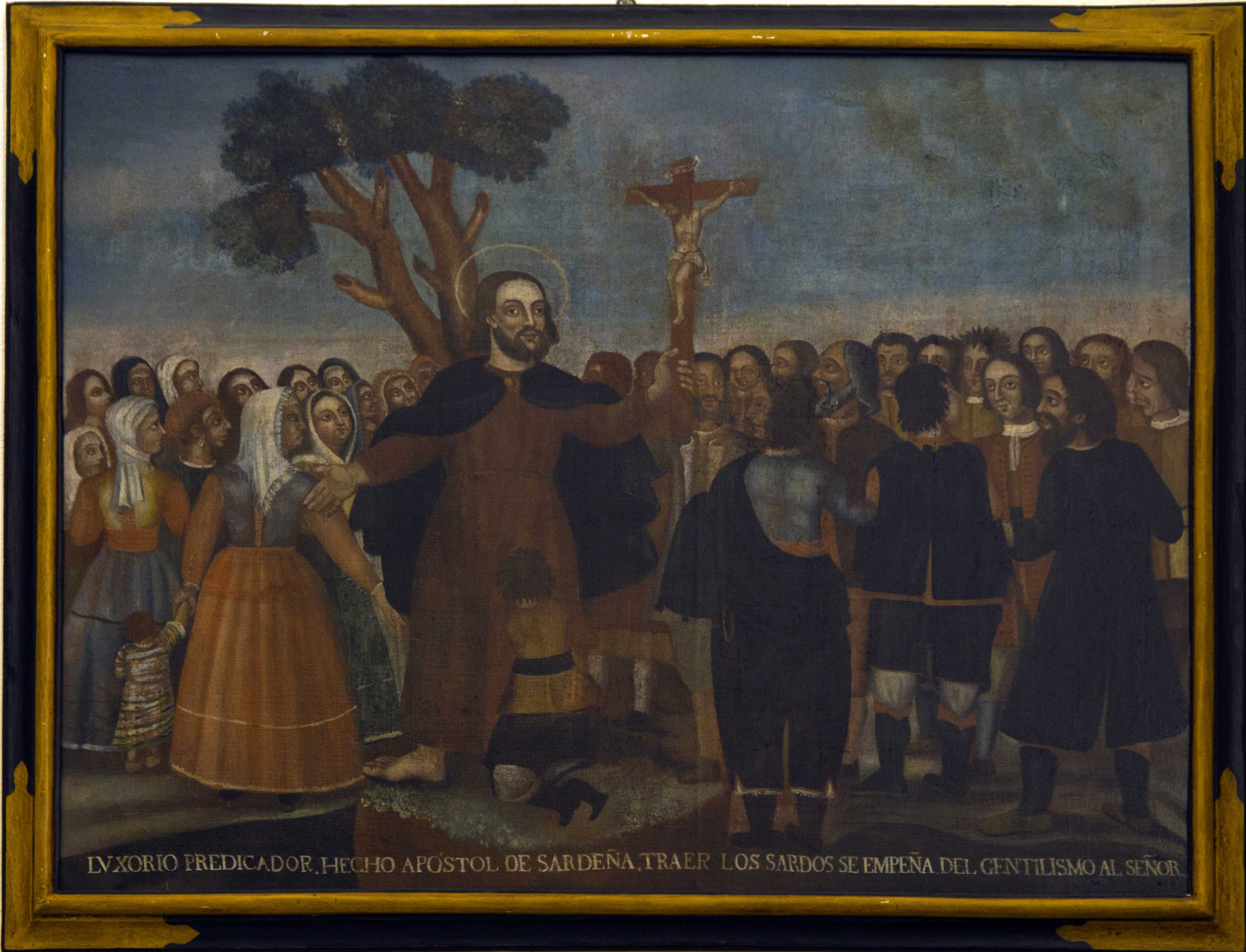
Dipinto del XVI secolo raffigurante san Lussorio martire

Nel paese si snoda una rete di vie larghe e ordinate che si intrecciano attorno alla piazza principale fino alla chiesa parrocchiale della Beata Vergine Assunta, costruita nel XVII secolo, al cui interno si possono ammirare i quattro evangelisti (Marco, Matteo, Giovanni e Luca) dipinti da Emilio Scherer nel 1895, recentemente restaurati, la cappella dedicata a sant'Antonio Abate con l'altare ligneo in stile barocco risalente al XVIII secolo, e dove possono essere ammirati alcuni dipinti di notevole valore storico, del XVI secolo, raffiguranti san Lussorio martire, dove appare la prima raffigurazione pittorica del costume sardo.

#### Chiesa del Carmelo
Altra chiesa all'interno del centro abitato è la chiesa della Madonna del Carmelo, che custodisce le statue lignee della Madonna e del Cristo morto.

#### Chiesa di San Lussorio
La chiesa di San Lussorio, costruita nel XVIII secolo e situata all'interno del santuario campestre in prossimità dello svincolo sulla SS 131 di accesso a Borore, presenta al suo interno alcuni dipinti di notevole interesse, che raffigurano i costumi tradizionali sardi. La chiesa è circondata dai tradizionali muristenes, piccoli edifici in cui dimorano i fedeli per la durata della festa durante il novenario. In occasione della processione, durante la quale la popolazione accompagna la statua del santo dalla chiesa parrocchiale della Beata Vergine Assunta alla chiesa campestre, i cavalieri gareggiano in una piccola "Ardia" attorno al santuario, facendo tre giri in senso antiorario.

#### Chiesa di San Gavino
Un'altra chiesa campestre, lungo la strada che collega Borore a Dualchi, è quella di San Gavino, Santu Bainzu, a cui è dedicata la seconda ricorrenza tradizionale del paese.

### Architetture civili

#### Sala consiliare Nino Carrus

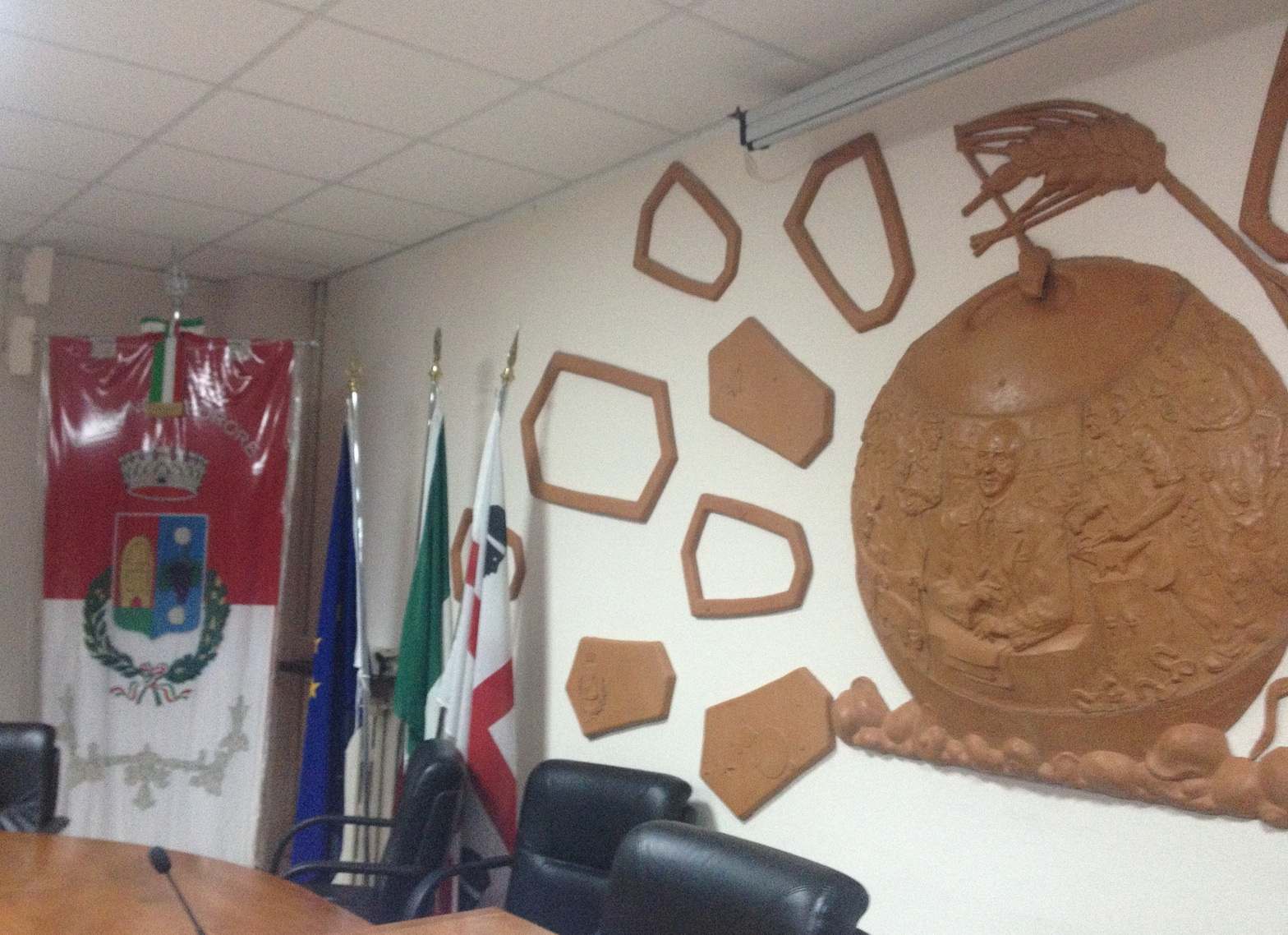
Sala consiliare Nino Carrus di Borore

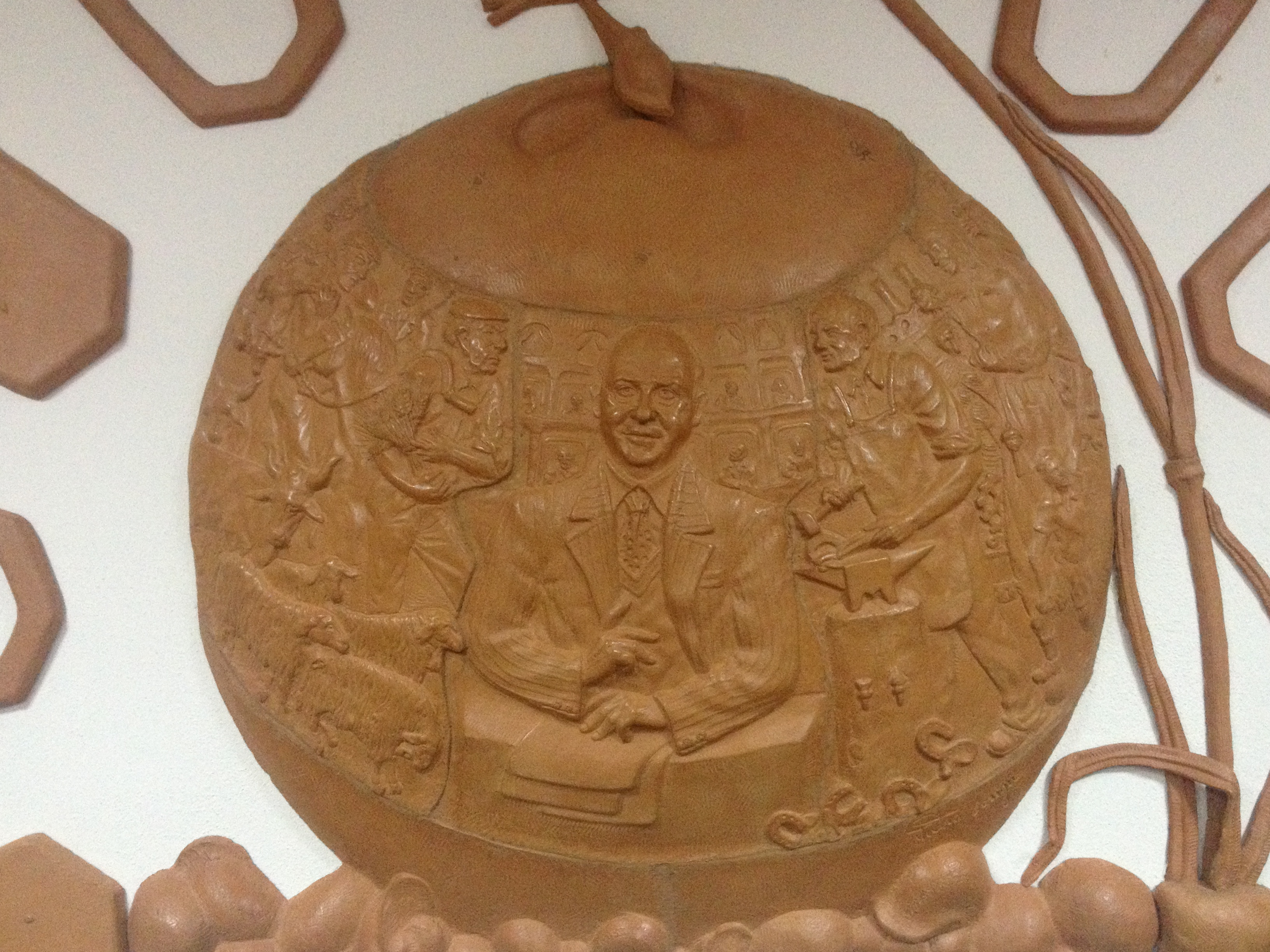
Altorilievo su Nino Carrus

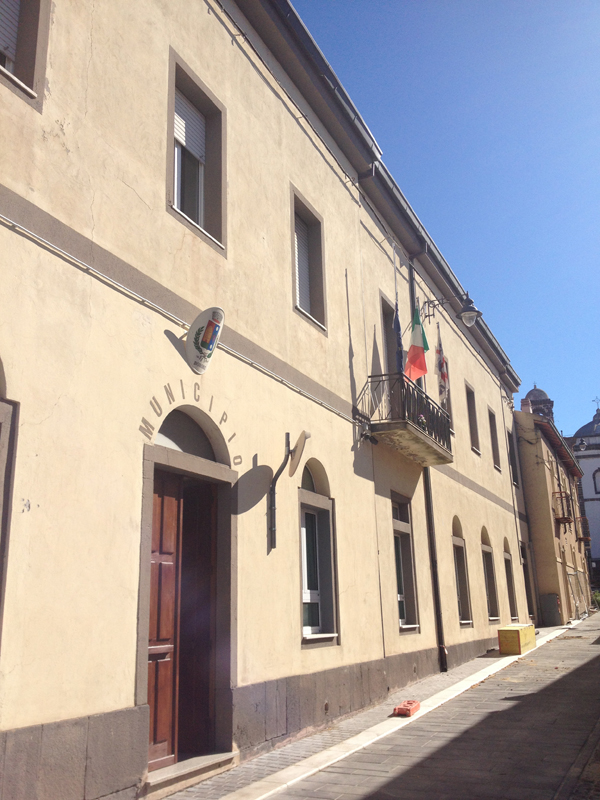
Il municipio

Nel 2005 l'amministrazione comunale di Borore ha voluto ricordare il suo cittadino Giovanni Carrus, meglio conosciuto come Nino Carrus, dedicandogli l'aula consiliare del Comune, all'interno della quale si trova un altorilievo in terracotta realizzato dall'artista nuorese Pietro Longu, collocato nella parete centrale della sala. Il ritratto di Nino Carrus è posto al centro della sfera della società (dal diametro di 1,10 m) del territorio di Borore e del Marghine. Ai lati del ritratto sono raffigurate varie figure che rappresentano le professioni esistenti a Borore, dando continuità alla composizione estetica della fascia istoriata. Al lato destro è rappresentato uno stelo con spiga di grano, che lascia cadere un suo chicco dentro la sfera, simbolo della continuità nel tempo del pensiero sociopolitico e culturale di Nino Carrus. Intorno alla sfera e alla spiga s'irradia una serie di esagoni, simbolo dell'aggregazione sociale e della laboriosità dell'uomo, che penetrando nella parete della sala rafforzano i valori e i significati di questo spazio. L'intera composizione ha uno sviluppo irregolare nei suoi quattro lati, in modo da rendere più efficace l'effetto di penetrazione nello spazio della parete. Ai lati esterni della composizione si trovano tre esagoni con i simboli del Comune, della Provincia di Nuoro e della Presidenza della Regione Sardegna.
All'interno della Sala consiliare è esposta, oltre al gonfalone del comune, una piccola mostra permanente di fotografie che ritraggono gli scorci più importanti del centro abitato e dei dintorni, oltre ad alcune foto storiche. I banchi utilizzati dal sindaco e dai componenti del consiglio comunale sono impreziositi dal basso rilievo che riproduce un'opera simbolo realizzata dall'incisore Edimo Mura, intitolata Omaggio a Borore.

#### Altre strutture
Altre strutture del centro abitato di un certo interesse sono rappresentate da: 
- la casa Delogu, affacciata nella piazza centrale, così conosciuta perché di proprietà della famiglia Delogu, rappresenta uno degli edifici di maggior pregio architettonico del paese;
- l'ex monte granatico, detto "Sa Piedade", struttura interamente realizzata in pietra, nel centro storico, di interesse storico-artistico (è infatti classificato dalla Regione Autonoma della Sardegna come bene identitario di valenza storica): l'edificio è stato uno dei numerosi depositi di grano, diffusi in tutti i centri dell'isola, a partire dai primi del ‘700, con l'istituzione del Credito agrario; rappresenta, per forme, proporzioni e tecniche costruttive, una testimonianza tangibile dell'edilizia minore del centro del Marghine, rivestendo un interesse legato al valore storico e socio-economico del crediti agrari diffusi in Sardegna;

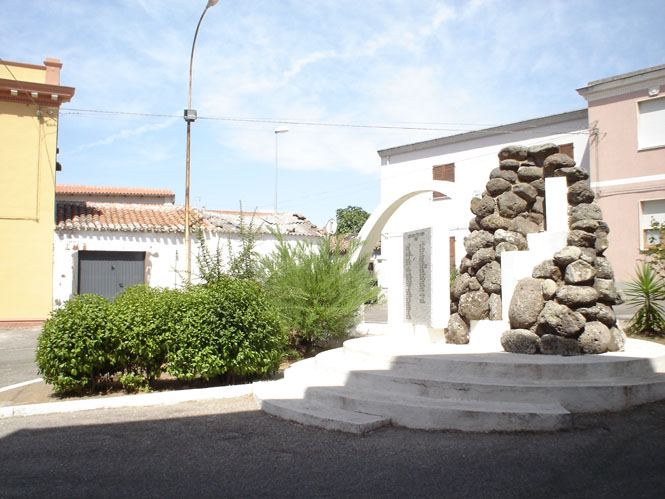
Monumento ai caduti di guerra

### Altro
- il monumento ai caduti di guerra di Borore.

#### Murales

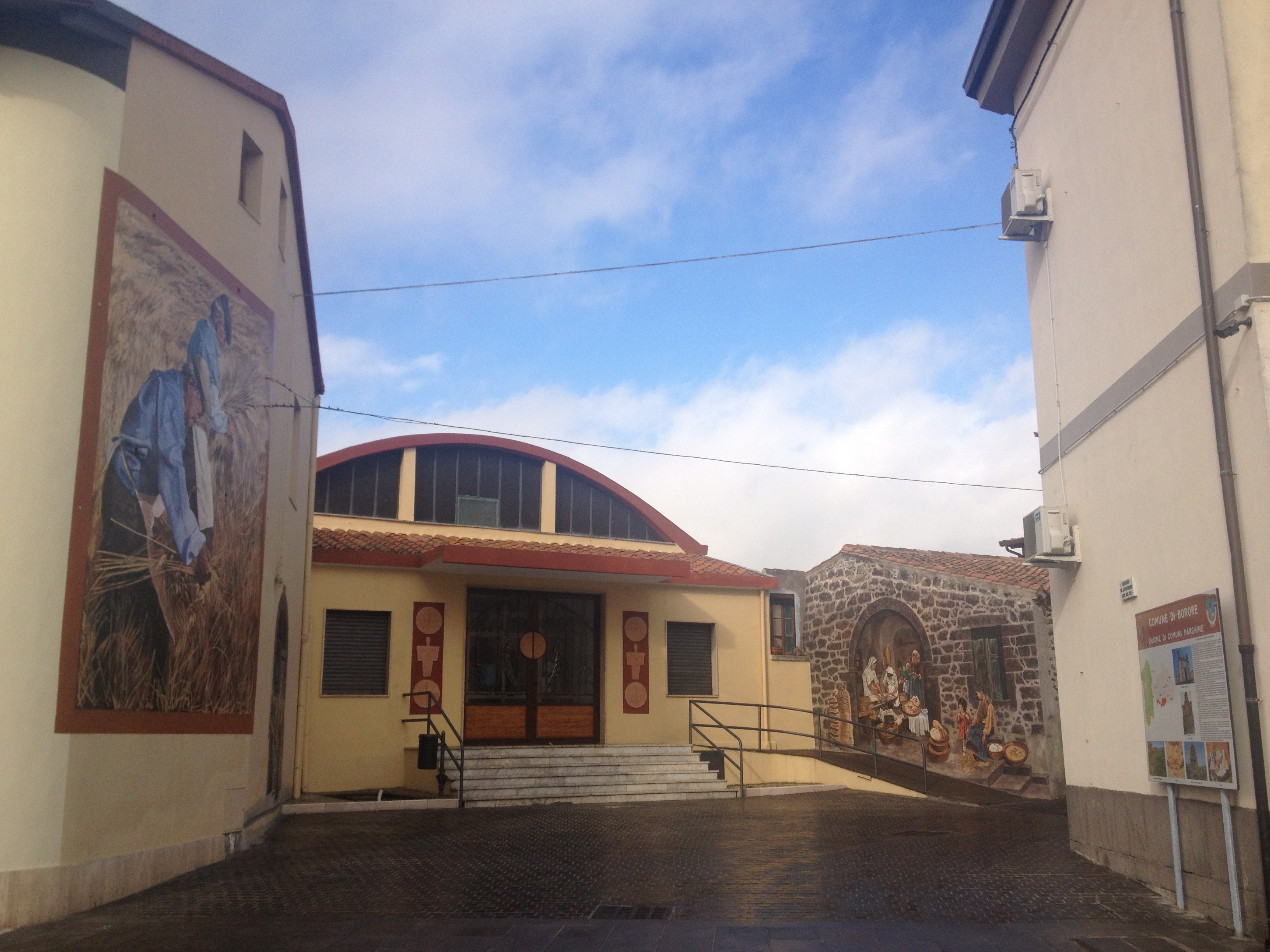
Murales

Alcuni edifici del centro storico del paese ospitano murales che raffigurano episodi della tradizione locale. Nello spazio antistante l'ex mercato civico, si trovano tre murales realizzati dall'artista sarda Pinna Monne: essi rappresentano, rispettivamente, l'arte della panificazione, due uomini dediti alla mietitura, un anziano del paese raffigurato mentre rincasa dal lavoro nei campi.
Un altro murale, situato lungo la via principale (via Roma), rappresenta vari momenti delle attività quotidiane. Si intitola Omaggio a Borore, realizzato da Massimiliano Muroni.

### Siti archeologici
Di seguito si riportano tutti i siti archeologici censiti nel territorio comunale: 
- domus de janas: Ortigosu, Preitza, Preitza II, Mura 'e pungas, Putzu, Serbine, Tannara;
- dolmen: Muttianu, Giuanne Pedraghe, Arghentu, Serbine, Serbine II, Sa mata 'e sa 'ide, Pedra in cuccuru (corridoio dolmenico, allée couverte);
- menhir: Busola, Putzu;
- tombe di Giganti: Imbertighe, Santu Bainzu, Figu, Uore, Su 'acchileddu (due tombe), Su Norbanu, Giuanne Pedraghe, Sa mata 'e sa 'ide;
- Fonti sacre nuragiche: Uore;
- nuraghi: Porcarzos, Toscono, Bighinzone, Craba, Oschera, Duos Nuraghes (due nuraghi a breve distanza), Figu (completamente distrutto con la costruzione del cimitero), Columbos , Cherbos, Tresnuraghes, Imbertighe, Pischedda, Uore, Suerzu, S'Infurcadu, S'Istrampu (potrebbe essere stato un semplice recinto nuragico), Magossula, San Sergio, Urpes (completamente distrutto con la costruzione della linea ferroviaria), Ludrau, Busaggione, Interenas, Paule Nivazzi, Casas, Pedru Feghe, Mura sa figu, Padrulazzu (andato distrutto da tempo con ampliamento del centro abitato), Interenas, Arghentu, Albu.

#### Nuraghi
Nel territorio di Borore di particolare e suggestivo interesse possono essere visitati numerosi nuraghi (se ne contano ben 25), il nuraghe di Porcalzos e quelli di Toscono, Bighinzone, Craba, Oschera e Duos Nuraghes, dove sono stati ritrovati e studiati numerosi vinaccioli di cannonau datati al secondo millennio a.C.
Situato nella periferia nord del paese, il complesso nuragico Duos Nuraghes è, unico nel suo genere, formato da due torri distanti una decina di metri circa l'una dall'altra, circondate da un vasto villaggio di capanne, scoperte in occasione delle campagne di scavo condotte da archeologi americani. La più antica è la torre Sud, dove sono stati trovati 14 livelli di depositi culturali, il più profondo e quindi più antico dei quali, che data l'intera torre, risale secondo le analisi al 2000 a.C. circa.

#### Tombe di giganti
Sono ben otto le tombe di giganti in territorio di Borore, alcune delle quali di grande bellezza e conservazione, tra cui le monumentali tombe di giganti di Imbertighe e di Santu Bainzu.

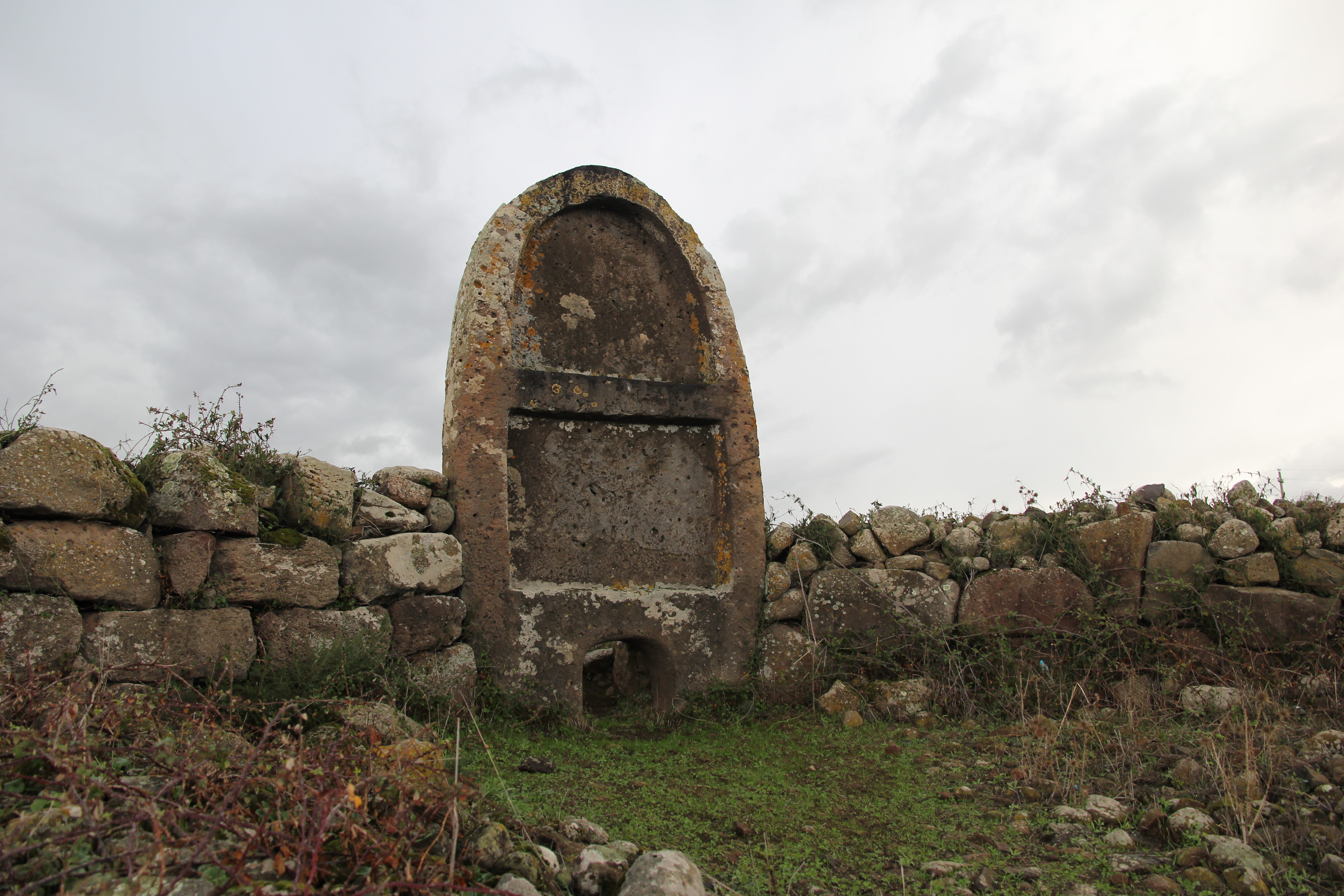
La stele della tomba di Imbertighe

La tomba di giganti di Imbertighe si trova fuori dall'abitato di Borore, tra le località Su fangarzu e Giunchedu. L'archeologo scozzese Duncan Mackenzie ne curò il rilievo nel 1908. Essa fu definita dall'archeologo Giovanni Pinza come «il prospetto del più bel sepolcro di giganti che si conosce in Sardegna». L'intera sepoltura aveva una lunghezza di 11,50 m, con il vano funerario di 1 m di larghezza per 9 metri. La monumentale stele è alta 3,65 metri, al centro dell'esedra, composta di tre filari di conci, ancora in situ che rendono ancora perfettamente la pianta della sepoltura e il tipo di costruzione.
In prossimità della chiesetta di Santu Bainzu, a un chilometro circa dall'abitato di Borore e a poche decine di metri dal nuraghe Toscono e Porcarzos, si trova la tomba dei giganti di Santu Bainzu. Originariamente il corpo tombale era lungo 13,70 m con una corda dell'esedra di 13,70, mentre il vano funerario che si conserva tutt'oggi, è lungo 6,00 m per 1,10 m di larghezza. La grande e imponente stele, colpita da un fulmine e ristrutturata negli anni sessanta, conserva ancora immutato il suo fascino anche se ormai priva quasi interamente della cornice che è presente solo nella parte superiore. Un'immagine del perfetto stato originario della tomba dei giganti di Santu Bainzu, risalente a fine '800, è pubblicata nella raccolta fotografica "Immagini dal passato. La Sardegna archeologica di fine Ottocento nelle fotografie inedite del padre domenicano inglese Peter Paul Mackey".
La tomba dei giganti di Figu si caratterizza per la bellissima stele in basalto spezzata in verticale, alta 3,90 metri. Sulla base dei racconti degli anziani del paese, tale frattura sembra sia stata causata da un fulmine.
La tomba Uore, a differenza delle altre, si caratterizza per avere la stele bilitica, ossia composta da due blocchi di pietra. Si trova a poche centinaia di metri dal nuraghe omonimo e risulta essere alquanto deteriorata.

#### Cresia Etza
All'interno del centro abitato, infine, si trova l'area archeologica di "Cresia Etza", dove si trova il rudere della torre campanaria della chiesa di Santa Maria degli Angeli. Recentemente l'area è stata oggetto di scavi archeologici, realizzati su incarico della Soprintendenza ai beni archeologici per le province di Sassari e Nuoro.

### Aree naturali
Dal punto di vista paesaggistico, naturalistico e archeologico, è degno di nota il Monte di Sant'Antonio, condiviso assieme a Macomer e Sindia. L'area si caratterizza per la presenza arborea di sughere (Quercus suber), roverelle (Quercus pubescens), lecci (Quercus ilex) e agrifogli (Ilex aquifolium) e di varie specie di uccelli come l'Astore Sardo (Accipiter gentilis arrigonii), lo Sparviere (Accipiter nisus), il Barbagianni, il Picchio rosso maggiore (Dendrocopos major), lo Scricciolo, il Pigliamosche (Muscicapa striata), la Cincia Mora (Periparus ater), la Cinciallegra (Parus major), la Ghiandaia (Garrulus glandarius), lo Zigolo Nero (Emberiza cirlus).
Una parte del territorio comunale rientra nella Zona di protezione speciale connotata dalla presenza della Gallina prataiola, denominata "Altopiano di Abbasanta”, identificata con il codice Natura 2000 "ITB023051", di cui fanno parte anche Birori, Bortigali, Dualchi, Silanus, Lei, Bolotana, e Noragugume, per una estensione complessiva di circa 19.577 ettari.
La sorgente d'acqua più importante, anche per l'approvvigionamento idrico del paese, è quella di Cherbos. Altre sorgenti minori sono quelle di Toscono, Busola, Buramene, Uore.

## Società

### Evoluzione demografica
Al 1º gennaio 2013 (ISTAT), la popolazione residente è pari a 2.181 abitanti. Il 51,5% dei residenti sono di sesso femminile, mentre il 48,5% sono di sesso maschile.
Sono 266, pari al 12,2% del totale, i giovani tra 0 e 14 anni. Più numerosi e al di sopra della media regionale sono gli over 65 anni, pari al 26% della popolazione totale.
Abitanti censiti

### Lingue e dialetti
La variante del sardo parlata a Borore è il logudorese centrale o comune.

### Tradizioni e folclore

#### Costume tipico bororese

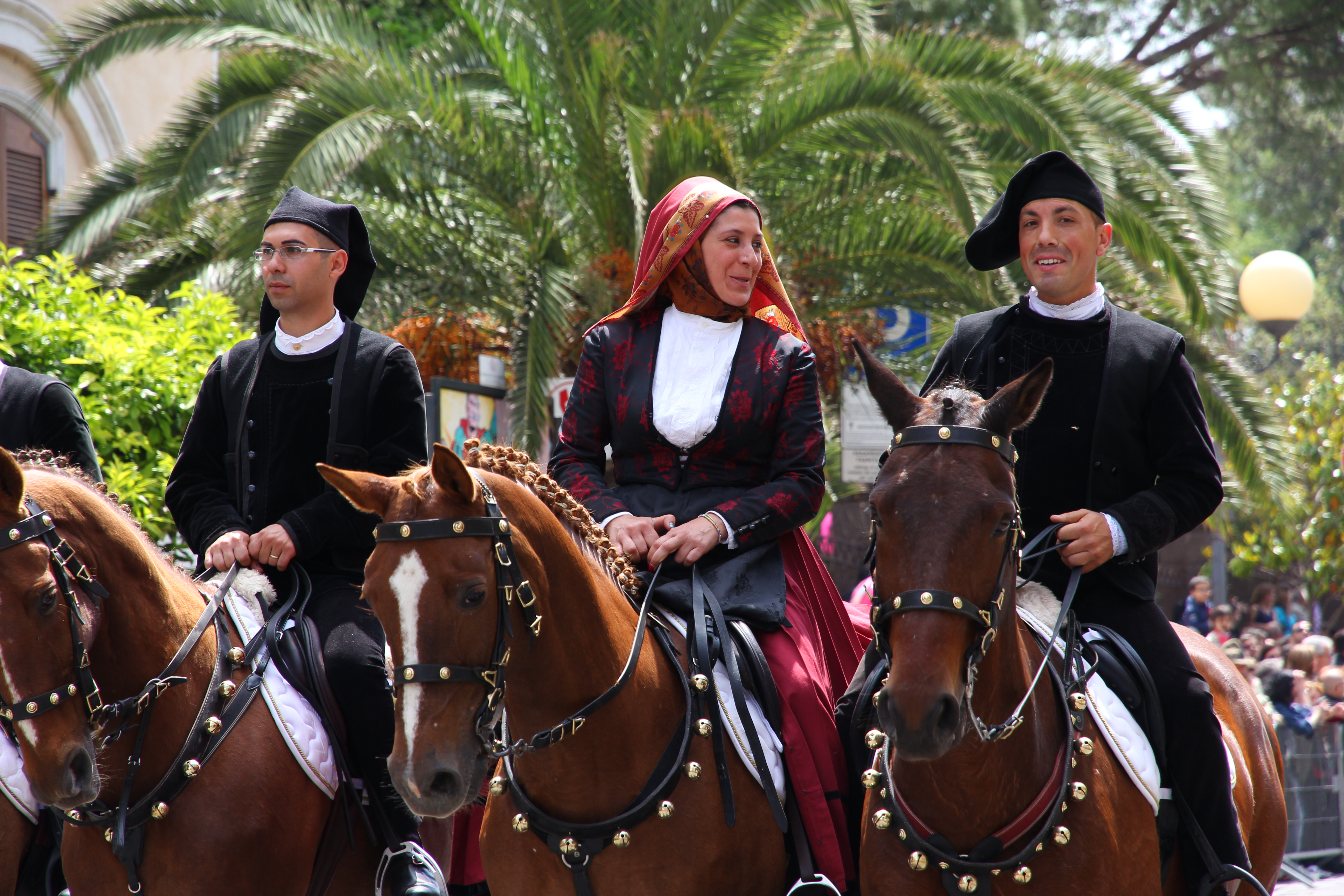
Costume tradizionale

Come molti altri paesi della Sardegna, anche Borore si caratterizza per un proprio costume tipico. Grazie ad alcuni appassionati, ma soprattutto al contributo degli anziani del paese, è stato possibile, a partire dal ritrovamento di un antichissimo costume del paese, ricostruire le caratteristiche sia del costume maschile sia di quello femminile. Il costume maschile è composto da: una camicia (su 'entone) di colore bianco e con il collo tondo; i pantaloni lunghi (su zipone e sa berrita) di colore nero. Il costume femminile, invece, è composto da: una camicia di colore bianco con un semplice pizzo sul petto; su zipone è di colore nero con un disegno a fiori; la gonna è di color bordeaux, a pieghe, con due strisce di velluto nero sulla balza; il grembiule, sa falda è di raso nero; il copricapo femminile è il fazzoletto de sa foza 'e sa ide, sistemato sulla testa che scende a coprire le spalle, di color vinaccio con un disegno della vite.

#### Balli folk
I balli sardi tradizionali sono: su passu (il passo); sa dantza (la danza); su bìchiri, un ballo molto più veloce degli altri dove i ballerini creano un cerchio particolare; su dìllu, un tipo di ballo molto semplice caratterizzato da due soli passi; su ballu 'e su Marghine (il ballo del Marghine), nato dall'inventiva e creatività tziu Dominigheddu Medde, musicista fisarmonicista di origine bororese morto nel 2002, rinomato a livello regionale e riconosciuto come uno dei capostipiti della scuola dei fisarmonicisti sardi. A lui è dedicato uno dei due gruppi di ballo folk esistenti. L'altro gruppo è quello dedicato a san Lussorio.

#### Poesia sarda
Borore si è contraddistinto sia per la tradizione della poesia estemporanea sarda, che si svolgeva attraverso delle vere e proprie gare di improvvisazione dai palchi allestiti per le feste patronali, sia per la 'poesia di meditazione', scritta a tavolino.
Per quanto riguarda la poesia estemporanea, il poeta improvvisatore di Borore più conosciuto è stato Vincenzo (Pissente) Presti. Tra i poeti di meditazione, invece, i due principali furono Luigi Pinna (Borore, 1860-1938), meglio conosciuto come tiu Luisi e Francescangelo Angioni (Borore 1885 - Semestene (SS) 1959). Tuttavia meriterebbero una menzione anche il sacerdote Gian Pietro Chessa Cappai del quale non si hanno notizie certe ma che visse a cavallo tra XVIII e XIX secolo, Salvatore Contini (Borore 1893 - Borore 1969) e Gennaro Pala (Borore 1907 - Borore 1935).
Tra i poeti contemporanei, si ricordano Antonio Carta Cavaglieri (Borore 1921 - Cagliari 2002) e Francescangelo Piras (Borore 1924-2016).

#### Canto sardo a chitarra
Anche nell'ambito del canto sardo a chitarra (Cantu a chiterra), che anima costantemente il programma delle feste paesane, Borore ha dato i natali al cantadore contemporaneo Roberto Murgia.

#### Riti pasquali deS'Iscravamentue deS'Incontru
Si tratta di un rito praticato anche in alcuni altri paesi della Sardegna la sera del Venerdì Santo. S'Iscravamentu è la rappresentazione della deposizione del Cristo morto. Alla profondità e particolarità di questo rito, don Carlo Chenis ha dedicato il libro S'iscravamentu: Celebrazione comunitaria sulla deposizione di Gesù secondo l'uso della Sardegna.
La domenica di Pasqua, nella piazza del paese, si svolge S'Incontru, ossia l'incontro tra la statua del Cristo risorto e quella della Madonna.

#### Festa di Sant'Isidoro (Santu Sidore)
La devozione di Sant'Isidoro l'Agricoltore (Santu Sidore in lingua sarda) è legata alla natura prevalentemente contadina della propria popolazione (a differenza di altri centri del Marghine in cui era prevalente la pastorizia). In passato l'intero paese prendeva parte alla processione, in corteo dietro all'effigie di Sant'Isidoro l'Agricoltore, accompagnato dai buoi con le corna ornate di fiori e dai mazzi di spighe e dai carri addobbati a festa con ghirlande variopinte. Con l'inizio degli anni Sessanta del XIX secolo, con la scomparsa delle coltivazioni di grano, la festa venne praticamente abbandonata. Dal 2005 si è ripresa questa tradizione, che prevede come in passato la processione per le vie del paese. Dopo la cerimonia religiosa, celebrata all'aperto nella piazza del paese, la statua di sant'Isidoro l'Agricoltore, collocata sopra il tipico carro agricolo bororese trainato da un giogo di buoi infiorati, viene accompagnata dai cavalieri e dai mezzi agricoli del paese (trattori, motocoltivatori, motozappe, ecc.).

## Cultura

### Istruzione

#### Biblioteche
La biblioteca comunale è ospitata all'interno della ex scuola media A.Fois di via Don Milani, ora destinata ad accogliere le associazioni locali. Nello stesso edificio è presente, inoltre, l'Archivio storico comunale.

### Scuole
A Borore sono presenti la scuola materna, la scuola primaria e la scuola media inferiore. Fanno parte dell'Istituto Comprensivo "Don Antonio Olivieri" che interessa Borore, Dualchi e Noragugume.

### Musei

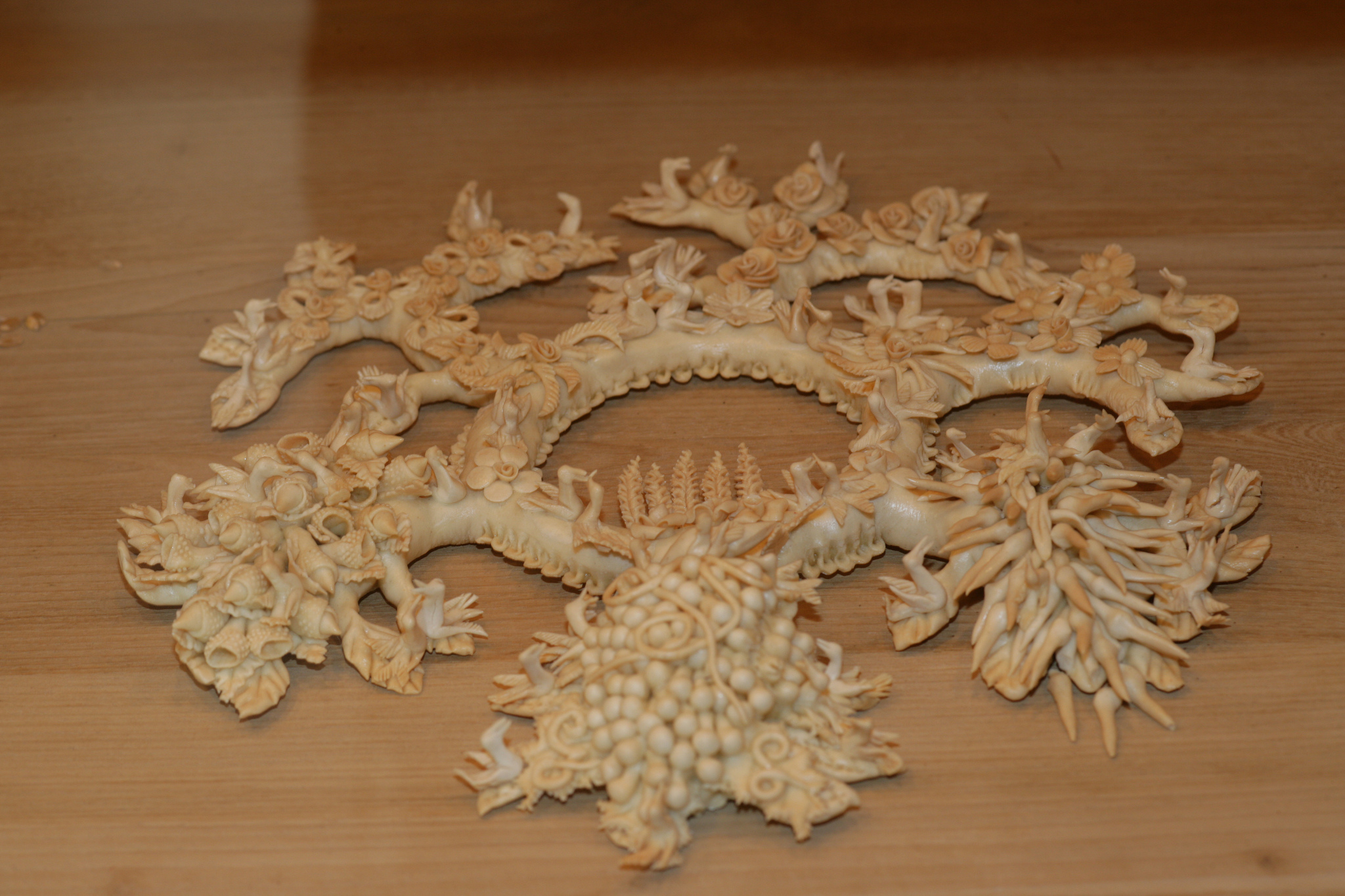
Museo del Pane Rituale di Borore

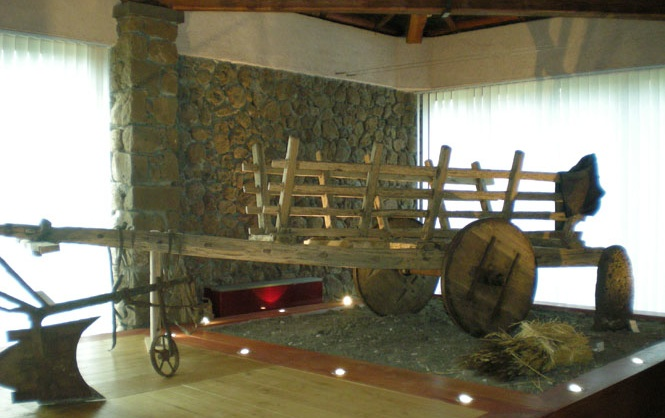
Carro agricolo bororese

A Borore è ospitato, dal 2006, il Museo del Pane Rituale, che raccoglie una selezione di pani tradizionali e pani delle feste di vari paesi della Sardegna.
Nel Museo vengono svolte le attività di laboratorio della panificazione tradizionale e artistica e per visitatori sono possibili le attività di laboratorio della panificazione con la realizzazione dei pani artistici e rituali a cura del Centro Italiano Femminile (C.I.F.) di Borore. Il Museo, inoltre, ospita annualmente il concorso di panificazione artistica "sa coccoi pintada".
Al suo interno, la visita parte con la presentazione della trasformazione del grano in farina, per passare alla sala degli strumenti da lavoro (dove sono presenti attrezzi per il lavoro dei campi e attrezzi per la lavorazione domestica del grano, della farina e del pane), alla presentazione di alcuni attrezzi di lavorazione della farina e pannelli descrittivi di alcune fasi di lavorazione del pane. Infine si passa alla sala dei pani quotidiani.
Tra gli strumenti di lavoro è esposto un esemplare originale di carro agricolo. Il carro bororese era di grandi dimensioni, rispetto ad altri modelli utilizzati in Sardegna, capiente e molto robusto, adatto ai carichi onerosi (anche superiori ai trenta/trentacinque quintali). Per garantire una maggior robustezza e solidità, montava solamente la ruota piena, dal momento che quella raggiata era ritenuta molto meno resistente. Proprio alla storia di Borore, alla sua tradizione agricola e a quella del carro, è dedicato il libro Bia 'e carros: appunti e considerazioni intorno ad un borgo rurale del Marghine, scritto nel 2002 da Sebastiano Ghisu.
Tra le esposizioni dei pani rituali, di particolare interesse sono: 
- la sala dei pani del ciclo pasquale (pani con l'uovo, pani che riproducono le varie fasi della passione di Cristo, Su Latzaru, ecc.);
- l'esposizione dei pani del ciclo dell'anno, che ospita i pani legati alle festività calendariali e agrarie (come il Capodanno e la trebbiatura);
- le feste dei santi patroni e dei santi guaritori (pani di san Marco, santa Rita, Sant'Antonio, san Filippo, ecc.);
- la sala dei pani del ciclo della vita, dove sono raccolti i pani che tradizionalmente accompagnavano o accompagnano le tappe di passaggio della vita dell'uomo: la nascita (pani dell'infanzia), il matrimonio (pani dei fidanzati e degli sposi) e la morte (pani per la commemorazione dei morti);
- lo spazio dei pani processionali, preparati o addobbati per essere esposti anche nei momenti processionali delle varie feste religiose (pane de Is Bagadius di Siurgus Donigala, Su Crispesu di Orroli, ecc).

### Eventi

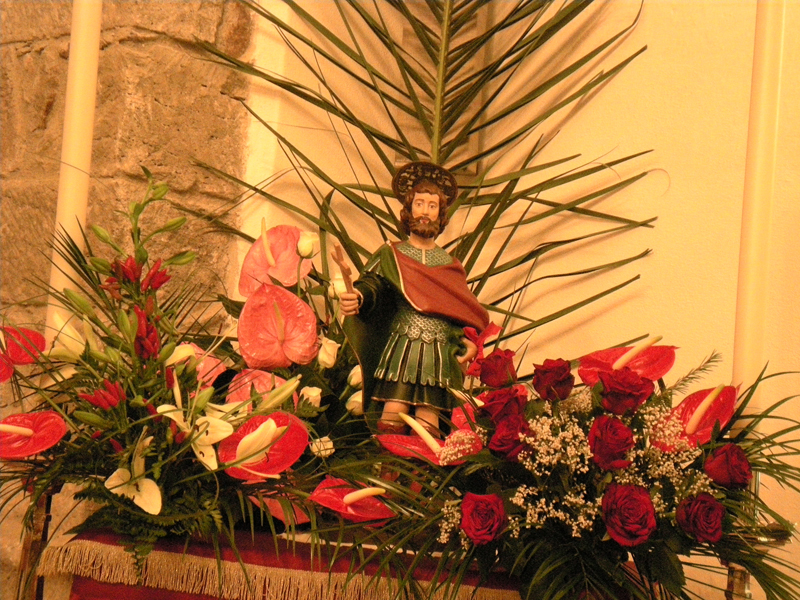
San Lussorio martire

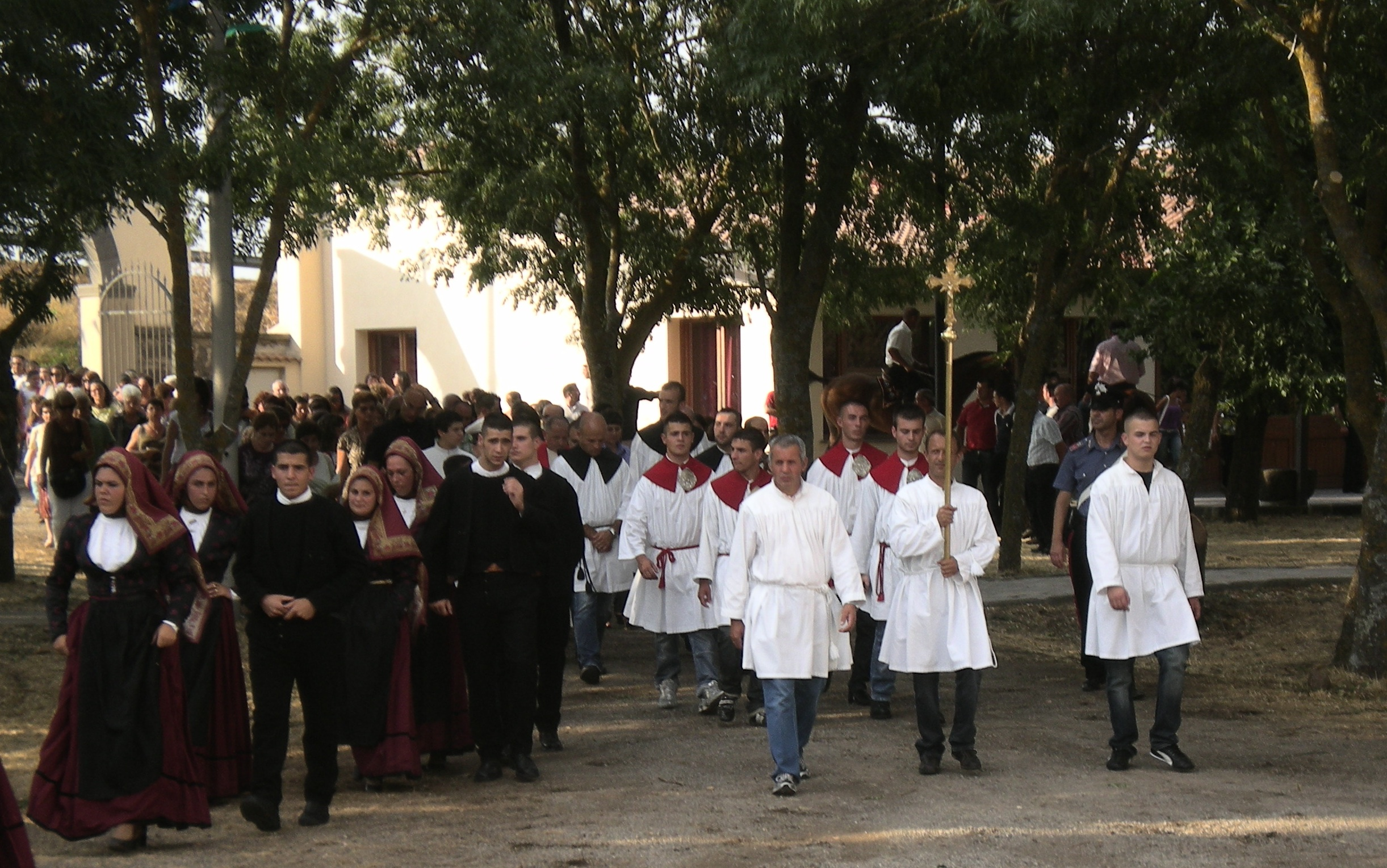
Processione di san Lussorio (Borore)

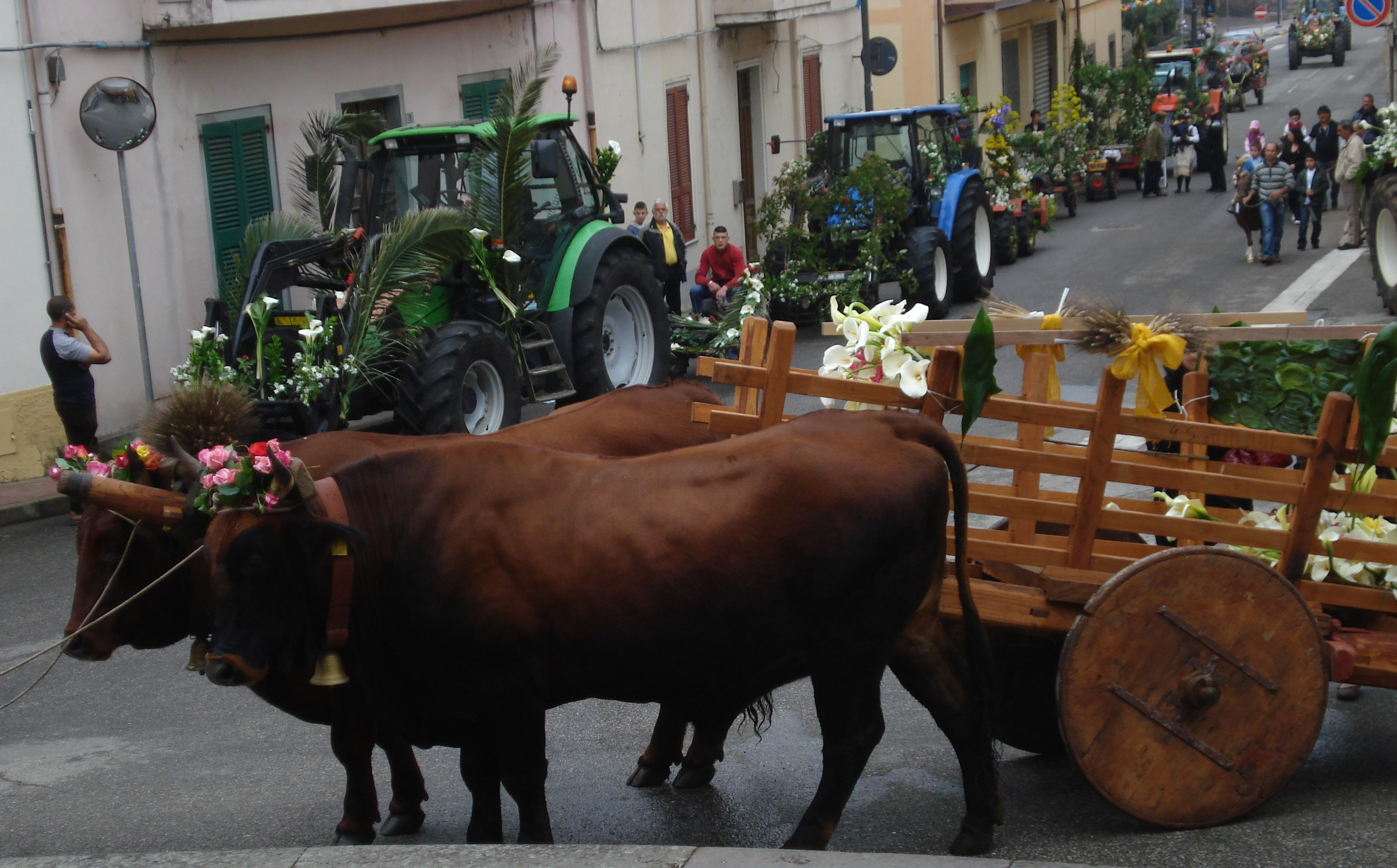
Processione di sant'Isidoro (Borore)

La principale ricorrenza tradizionale è la festa di san Lussorio martire. Il santo viene festeggiato due volte l'anno: ad aprile, con cerimonia di carattere quasi esclusivamente religioso, e ad agosto con suggestivi importanti festeggiamenti religiosi e civili che durano tre giorni (20-21-22), ai quali fanno seguito le novene nel santuario campestre dedicato al santo. 
Le altre ricorrenze religiose festeggiate dalla comunità sono:
- sant'Antonio Abate e la tuva (la vigilia del 16 e il 17 gennaio);
- le celebrazioni della settimana santa, con i riti de S'Iscravamentu e de S'Incontru;
- festa di sant'Isidoro l'Agricoltore (seconda domenica di maggio), con la sfilata di trattori e altri mezzi agricoli, la cui statua lignea è ospitata all'interno di una nicchia del braccio destro della chiesa parrocchiale;
- la festa di san Gavino (santu Bainzu) (1ª domenica di ottobre).

I principali eventi e le feste civili sono: 
- Primavera nel Marghine (con l'esposizione delle produzioni agroalimentari e artigianali locali);
- il Carnevale (con la tradizionale favata del martedì grasso e la zeppolata del giovedì grasso);
- Sa cursa e sa pudda, manifestazione in notturna, in occasione della quale i cavalieri devono prendere in corsa la gallina (di pezza) appesa a un filo sospeso;
- la festa del Pensionato;
- il palio di san Lussorio;
- l'Ardia a cavallo, a conclusione delle feste di san Lussorio e san Gavino;
- il trofeo di ciclismo “Don Pietrino Masala” (giunto alla XXXI edizione);
- eventi organizzati dal Centro Commerciale Naturale (C.C.N.) e dal Museo del pane rituale (es. Coccoi e i concorsi di panificazione artistica "Sa coccoi pintada").

## Economia

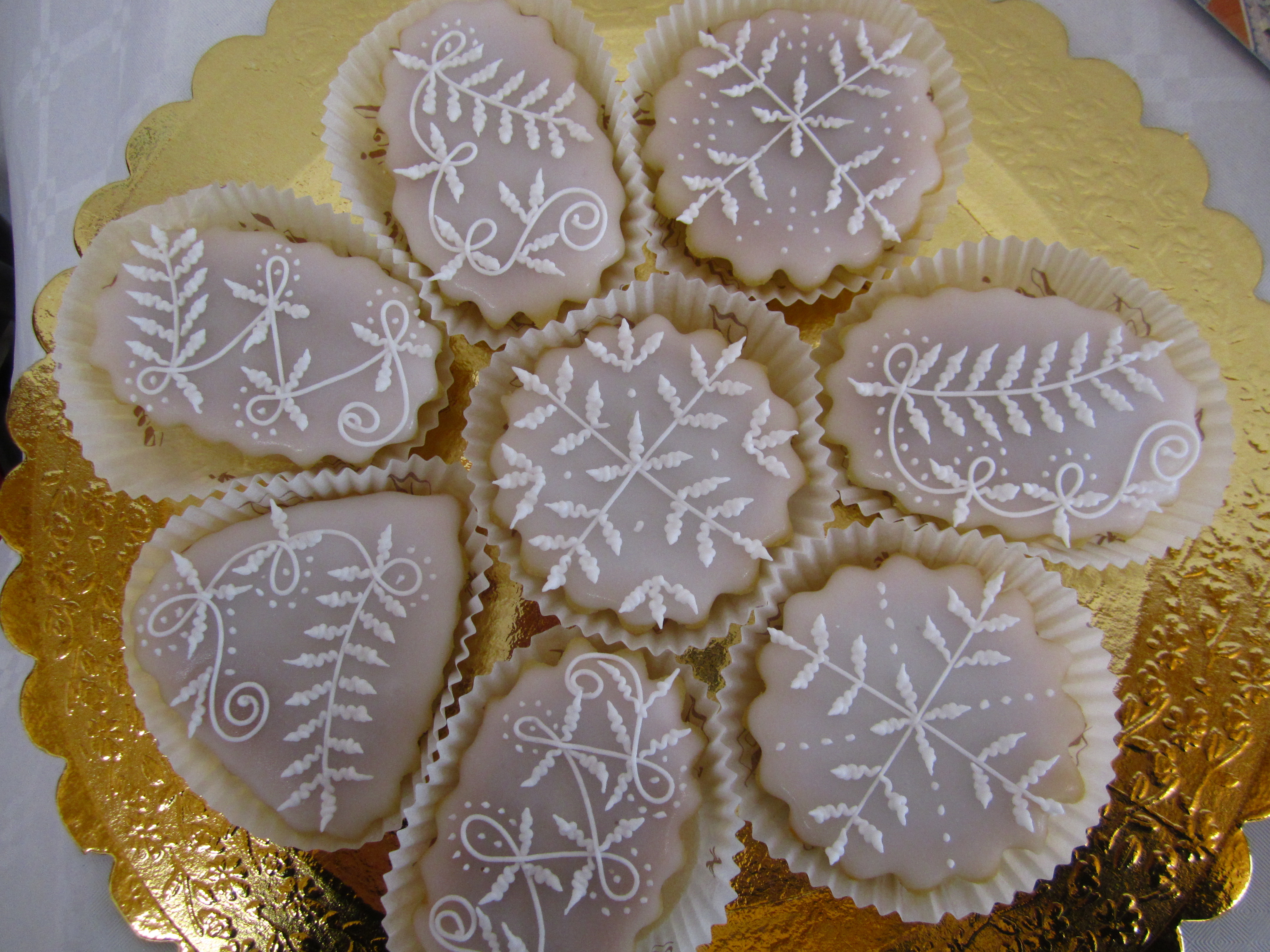
Dolci tipici di Borore

L'economia locale si caratterizza per la presenza di varie e qualificate attività produttive nei settori dell'agroalimentare, dell'artigianato, del commercio, della lavorazione dei lapidei e dei servizi, (in particolare dei servizi alla persona) tali da costituire un importante, moderna ed efficiente rete di attività e di imprese a conferma della laboriosità, della capacità e dello spirito d'iniziativa che, da sempre, ha contraddistinto i bororesi.
Merita una menzione particolare l'arte dolciaria e la produzione dei dolci tradizionali bororesi (da ricordare: ziliccas, amarettos, suspiros, tumballinas, pitifurros, giorminos) prodotti, ancora oggi, secondo le antiche ricette tramandate da generazioni.

## Infrastrutture e trasporti

### Strade
Il paese sorge a breve distanza dalla principale strada sarda, la SS 131; è inoltre collegato al territorio circostante dalle strade provinciali SP 33 e SP 66.

### Ferrovie

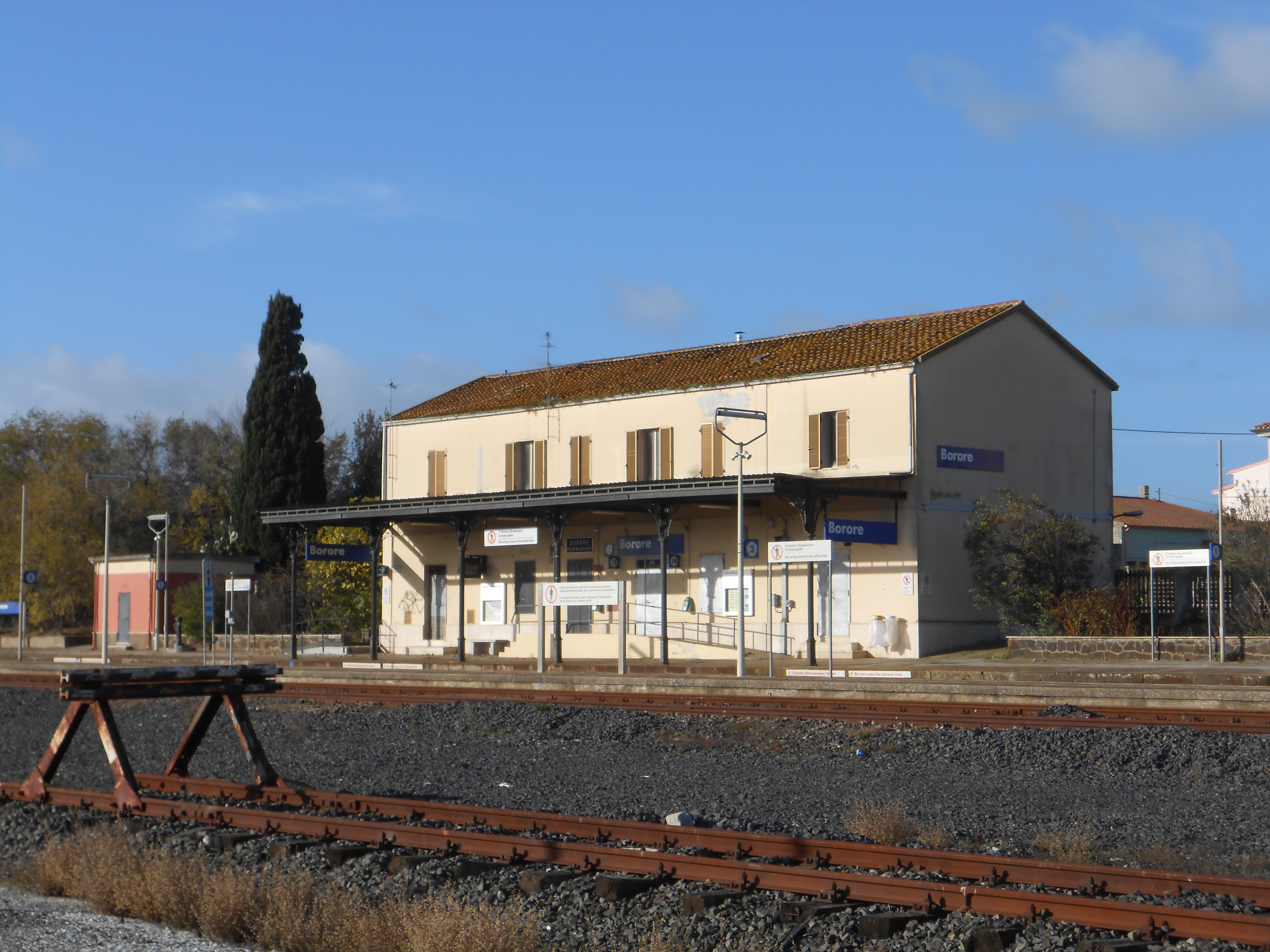
La stazione ferroviaria di Borore

Borore è servita dal 1880 dalla omonima stazione: situata nella periferia est del paese lungo la Dorsale Sarda, è gestita da RFI ed è servita dai treni di Trenitalia.

## Amministrazione
Il Comune di Borore fa parte della provincia di Nuoro e dell'Unione dei comuni del Marghine. A partire dal 2009 fa parte del partenariato che ha dato vita al GAL Marghine, fondazione di partecipazione costituita per la gestione dei fondi europei (LEADER) destinati allo sviluppo rurale. Dal 2011 è diventato socio della rete dei Borghi Autentici d'Italia, una rete di piccoli comuni che insieme vogliono promuovere politiche pubbliche, iniziative e attività che abbiano lo scopo di rendere quanto più accogliente e ospitale il comune e il territorio. L'associazione è costantemente impegnata in azioni e iniziative di sviluppo locale caratterizzate da obiettivi di valorizzazione delle risorse e delle identità locali, di sostenibilità e tutela dei territori, di promozione delle qualità e delle capacità locali.
| Periodo         | Periodo         | Primo cittadino    | Partito                          | Carica                    | Note          |
| --------------- | --------------- | ------------------ | -------------------------------- | ------------------------- | ------------- |
| 23 aprile 1995  | 16 aprile 2000  | Salvatore Ghisu    | sinistra                         | Sindaco                   | [ 24 ]        |
| 16 aprile 2000  | 8 maggio 2005   | Salvatore Ghisu    | liste civiche di centro-sinistra | Sindaco                   | [ 25 ]        |
| 8 maggio 2005   | 30 maggio 2010  | Gesuino Cau        | lista civica                     | Sindaco                   | [ 26 ]        |
| 30 maggio 2010  | 31 maggio 2015  | Salvatore Ghisu    | lista civica "Uniti per Borore"  | Sindaco                   | [ 27 ]        |
| 31 maggio 2015  | 28 agosto 2015  | Salvatore Ghisu    | lista civica "Borore 2.015"      | sindaco                   | [ 28 ] [ 29 ] |
| 28 agosto 2015  | 5 giugno 2016   | Ettore Gasperini   |                                  | commissario straordinario | [ 29 ]        |
| 5 giugno 2016   | 11 ottobre 2021 | Sebastiana Carboni | lista civica "Borore 2.016"      | Sindaco                   | [ 30 ]        |
| 11 ottobre 2021 | in carica       | Salvatore Ghisu    | lista civica "Borore 2.021"      | Sindaco                   | [ 31 ]        |

## Sport

### Pallavolo
La squadra di pallavolo di Borore ovvero l'ASD Pallavolo Borore con i suoi 120 tesserati è la società con più atleti nel paese, la maggior parte sotto i 18 anni, con la squadra maschile che milita nel campionato nazionale di Serie C. Nella stagione 2022/23 ha ottenuto la promozione per la Serie B.

### Calcio
La squadra di calcio locale è l'U.S. Borore, nata nel 1969. La squadra milita nel girone E sardo di Seconda Categoria. I colori sociali della squadra sono il bianco e il rosso. Il livello più alto in cui ha giocato il Borore è il campionato di Promozione